# Z čehopak se vyrábějí děvčátka?
Z čehopak se vyrábějí děvčátka? (v anglickém originále What Are Little Girls Made Of?) je sedmý díl první řady seriálu Star Trek. Premiéra epizody proběhla 20. října 1966.

## Příběh
Hvězdného data 2712.4 se vesmírná loď USS Enterprise, vedená kapitánem Jamesem Kirkem, dostává na orbitu planety Exo III, aby tam hledala pohřešovaného astrobiologa, doktora Rogera Korbyho. Doktor Korby je snoubencem McCoyovy zdravotní sestry Chapelové a je přezdíván Pasteurem archeologické medicíny. Protože po něm pátraly již dvě expedice, byl považován za pohřešovaného, protože teplota na povrchu planety dosahuje i pod -100 °C. Doktor Korby se však na poslední moment ohlašuje Enterprise a žádá, aby na povrch byl transportován pouze kapitán Kirk, protože uskutečnil objev, který by měl nejprve kapitán vidět. Kirk mu vyhoví, ale bere s sebou Christine Chapelovou.
Na místě setkání se však s Korbym neshledává, a tak žádá o další dva muže pro výsadek. Kirk jde se sestrou Chapelovou hlouběji do jeskynního systému. Ve chvíli, kdy potkají Dr. Browna, asistenta doktora Korbyho, umírá jeden člen výsadku. Byl shozen do propasti velkým androidem jménem Ruk. Druhému členu výsadku zlomil vaz. Ještě před setkáním s Korbym poznávají Kirk a Chapelová mladou dívku zvanou Andrea. Kirk se snaží spojit s výsadkem, ale nikdo se mu nehlásí. Doktor Korby naléhá, aby jej kapitán nejprve vyslechl, a doktor Brown na něj namíří phaser. Při přestřelce Kirk zasáhne Browna, v tom vbíhá do místnosti Ruk a odzbrojí Kirka, který si všimne, že Brown je android. Ruk kapitánovým hlasem dává pokyny Spockovi na Enterprise, že se dostaví za 48 hodin, protože vzorky Korbyho práce vyžadují pečlivé zabalení. Kirkovi je objasněna technologie androida Ruka a doktor Korby mu také ukazuje, že androidem je i Andrea. Korby pak předvádí systém vytváření dokonalých androidů přímo na Kirkovi tím, že stvoří jeho umělého dvojníka.
Sestra Chapelová s procesem nesouhlasí a také jí vadí Korbyho náklonnost k Andree, ačkoliv jde o androida. Během propojování Kirkovy mysli s jeho umělým dvojníkem kapitán úmyslně opakuje hlášku „Hleďte si svého, pane Spocku! Mám po krk vašeho míšeneckého vměšování!“. Android je od pravého kapitána k nerozeznání a Korby se snaží dále obhajovat svou ideu dokonalých androidů, kteří by neznali nemoci, války, smrt, nebo dokonce strach. Žádá Kirka, aby jej dopravil na planetární kolonii, kde by mohl vytvářet armády androidů, kteří by následně mohli infiltrovat společnost, jež by je následně musela přijmout. Kirk napadá Korbyho a daří se mu uniknout, ale Korby za ním vysílá Ruka. Při souboji s Rukem se kapitán Kirk ocitá nad propastí, do které předtím spadl jeden z jeho mužů, ale Ruk jej vytáhne a odvede zpět. Mezitím se na Enterprise vydává Kirk – android. Při rozhovoru s panem Spokem na něj používá hlášku, kterou předtím opakoval pravý kapitán, což Spocka zaskočí, a tak žádá o bezpečnostní tým pro kapitánův transport. Kirk zjišťuje, že androidi jsou schopni cítit základní emoce a vyzvídá, co se stalo se „staršími“, kteří Ruka vyrobili. Nutí Ruka si vzpomenout na dřívější doby, a tím i na rovnici, díky které mohl zničit svoje tvůrce, aby ji použil pro zničení Korbyho. Když je doktor Korby napaden, musí Ruka zničit phaserem. Kirk znovu napadá Korbyho. Když mu poraní ruku, ukazuje se, že i doktor Korby je android. Vysvětluje, že pravý Korby byl nalezen Rukem, když umíral na vážné omrzliny. V ten moment systém hlásí, že někdo vnikl do jeskyní. Andrea se tam vydává a potkává Kirka, kterého zabije. Jde Korbymu oznámit, že Kirk unikl, a proto jej zastřelila, ale teprve tam zjišťuje, že zničila pouze jeho umělého dvojníka. Korby se stále snaží všechny přesvědčit, že mezi člověkem a androidem není jediného rozdílu. Kirk jej přiměje, aby mu odevzdal phaser. Andrea však odmítá phaser odevzdat a místo toho se i s falešným Korbym zničí.
Doráží Spock i s výsadkem, ale pouze aby se dozvěděl, co se za celou dobu stalo. Enterprise opouští planetu Exo III. Sestra Chapelová se rozhodla zůstat na lodi a Spock vysvětluje, jak odhalil kapitánovu zprávu předanou skrze androida.